# A nagy dobás (film, 2018)
A nagy dobás Borsos Miklós 2018-ban bemutatott rövidfilmje.

## A történet
Egy készülő film záró jelenetét, egy vízbefúlást próbál felvenni a stáb, mindhiába. A filmforgatáson a fiatal, elsőfilmes rendező és az egykor nagy hírű, de már mellőzött színész ezért azt találja ki, hogy a jelenet csak akkor lehetne hiteles, ha a színművész valóban megfulladna a felvétel közben. Az őrült ötlet mindkettőjükben a várva várt siker és elismerés lehetőségét villantja fel.
A történet betekintést enged egy filmforgatás világába és eközben számos kérdést körüljár. Ilyen a siker mibenléte, vagy a művészet határainak feszegetése és a szorongó ego válasza problémák megoldására.

## Szereplők
- Saci (a rendezőasszisztens) – Petrik Andrea
- Mihály (a színész) – Kamarás Iván
- Tamás (a rendező) – Papp Endre
- Doki – Dióssy Gábor

Továbbá
- másodasszisztens – Csarkó Bettina

## Háttér
A film 2016-ban a NMHH Médiatanács Magyar Média Mecenatúra Programjának Huszárik Zoltán-pályázatán 4 500 000 forint összegű támogatást nyert.
A filmben több víz alatti jelenetet is felvettek. Kamarás Iván elvégzett egy szabad vizes búvártanfolyamot, hogy ezeket is ő játszhassa és ne kaszkadőrrel forgassák.
A film plakátját Frank Rizzo grafikus készítette.

## Fesztiválok
- San José Nemzetközi Filmverseny – rövidfilm szekció (Venezuela, 2018)[3]
- Canada Shorts (2018)
- Karib-tengeri Nemzetközi Filmfesztivál (2019)[4]
- Mérida Filmfesztivál[5]
- Sedona Nemzetközi Filmfesztivál (2019)[6]
- The Highway 61 Film Festival (2019)
- Kansas City FilmFest International[7]
- Boston Nemzetközi Filmfesztivál (2019)[8]
- Capital City Filmfesztivál (Michigan, 2019)[9]
- 5. Magyar Filmhét (2019)[10]
- BuSho Nemzetközi Rövidfilm Fesztivál versenyprogram (2019)[11]

## Díjak
- Finalista – Canada Shorts (2018)[12]
- Legjobb rövid dráma – Highway 61 Filmfesztivál (2019)[13]